# А що як... Зомбі?!
«Що, якщо... Зо́мбі?!» (англ. What If... Zombies?!) — п'ятий епізод першого сезону американського анімаційного телесеріалу «А що як...?», заснованого на однойменній серії коміксів від Marvel. У ньому досліджується, що було б, якщо події фільмів «Людина-мураха і Оса» (2018) і «Месники: Війна нескінченности» (2018) відбулися по-іншому, коли кілька Месників і цивільних осіб перетворилися на зомбі, та почався б всесвітній зомбі-апокаліпсис. Сценаристом епізоду виступив Метью Шонсі, а режисером — Браян Ендрюс.
Джеффрі Райт розповідає події мультсеріалу в ролі Спостерігача, в озвучці епізоду також взяли участь Марк Руффало, Чедвік Боузман, Пол Беттані, Себастіан Стен, Еванджелін Ліллі, Пол Радд, Джон Фавро, Данай Ґуріра, Емілі ВанКемп, Девід Дастмалчян, Гадсон Темз і Том Воан-Лолор.  Праця над серіалом почалась перед вереснем 2018, незабаром Ендрюс приєднався, і багато акторів, як очікується, повторять свої ролі з фільмів MCU. Анімація для епізоду була надана Squeeze, а Стефан Франк служив керівником анімації. Цей епізод був натхненний серією коміксів Marvel Zombies.
«А що як... Зомбі?!» був випущений на Disney+ 8 вересня 2021 року. Епізод отримав змішані відгуки критиків, які розійшлися в думці щодо тону, сценарію, логіки сюжету і озвучення.

## Сюжет
У 2018 році Генк Пім проникає в Квантовий світ, щоб повернути свою давно втрачену дружину Джанет ван Дайн, але вона виявляється заражена квантовим вірусом, який перетворив її на зомбі. Вона заражає Піма і вони обидва повертаються в його лабораторію, нападаючи на Скотта Ленґа, їхня дочка, Гоуп ван Дайн, тікає. Протягом 24 годин вірус поширюється по Північно-Заходу США. Реагують на це Месники, але самі заражаються і влаштовують всесвітній зомбі-апокаліпсис.
Через два тижні на Землю відправляють Брюса Беннера щоб попередити людство про загрозу Таноса. Невдовзі туди прибувають діти Таноса, Кулл Обсідіан і Ебоні Мо, щоб забрати Камінь Часу, але на них нападають зомбовані Тоні Старк, Стівен Стрендж і Вонґ, та заражають. Плащ левітації і Гоуп ван Дайн вбивають зомбі, рятуючи Беннера. Інші вижили, Пітер Паркер, підхоплює Беннера і всі йдуть. Незабаром виявилося, що вижили ще декілька осіб — Бакі Барнс, Окоє, Шерон Картер, Геппі Гоґан і Курт. Група відправляється в Табір Ліхай в Нью-Джерсі, де, на їхню думку, розробляються ліки від вірусу. У дорозі на них нападають зомбі, в тому числі Клінт Бартон, Сем Вілсон і Стів Роджерс, які вбивають Гоґана і Картер, перш ніж ті, що вижили самі вбивають зомбі.
Під час нападу заражується Гоуп, жертвує собою, щоб ті, хто вижили, потрапили в табір. Вони зустрічають Віжена, чий Камінь Розуму може повернути назад дію вірусу, у Віжена в банці голова Ленґа, що була вилікувана. Однак група дізнається, що Віжен утримує в полоні зомбовану Ванду Максимову, на яку Камінь Розуму не діє. Ванда виривається на свободу і вбиває Курта, Окоє та Барнса. Віжин вірить, що в руках Беннера дія Каменю Розуму поширитися на весь світ. Не бажаючи жити без Ванди, він приносить себе в жертву, вириваючи Камінь Розуму з голови.
Паркер, Ленґ, Т'Чалла і Плащ відлітають на чотирьох-струменевому, Беннер залишається позаду, перетворюється на Галка, і бореться з Вандою й ордою зомбі, щоб вцілілі могли врятуватися. У надії поширити енергію Каменя Розуму по всьому світу, вцілілі направляються у Ваканду, яку беруть в облогу зомбі на чолі з зомбованим Таносом, що володіє майже повною рукавичкою Нескінченности.

## Виробництво

### Розробка
До вересня 2018 року Marvel Studios розробляла анімаційний серіал-антологію, заснований на серії коміксів «Що, якщо...?», у якому буде розглянуто, як змінилися фільми Кіновсесвіту Marvel (КВМ), за умови, що певні події відбувалися по-іншому . Режисер Браян Ендрюс зустрівся з виконавчим продюсером Marvel Studios Бредом Віндербаумом щодо проєкту ще в 2018 році, і його офіційно оголосили в серпні 2019 року. Ендрюс і Віндербаум, поряд з головним сценаристом А. С. Бредлі, Кевіном Файгі, Луїсом Д'Еспозіто і Вікторією Алонсо стали виконавчими продюсерами:2. Метью Шонсі написав сценарій до п'ятого епізоду під назвою «Що, якщо... Зомбі?!», у якому представлена альтернативна сюжетна лінія фільмів «Людина-мураха і Оса» (2018) і «Месники: Війна нескінченності»(2018). Том Йоргенсен з IGN сказав, що назва епізоду була «жартівливим поглядом» на усталену конвенцію про іменування серіалу, але «також показувала, скільки думок було вкладено в продаж зомбі-апокаліпсису, який працює в КВМ». «Що, якщо... Зомбі?!» був випущений на Disney+ 8 вересня 2021 року.

### Сценарій
В альтернативній сюжетній лінії епізоду Джанет ван Дайн повертається з Квантового світу з квантовим вірусом, який поширюється на все населенню світу, створюючи зомбі-апокаліпсис. Епізод  є темною комедійною адаптацією Marvel Zombies в жанрі комедійного жаху, і в епізоді присутній ряд прямих посилань на комікси, більше, ніж в будь-якому іншому епізоді «А що як...?». Бредлі раніше намагалася написати історію «жахів темного тіла», в якій Людина-павук перетворюється на справжнього павука, черпаючи натхнення з повісті Франца Кафки «Перетворення», від якої Marvel відмовилася через те, що вона була занадто темною для їх цільової авдиторії. Потім вона запропонувала ідею перетворення персонажів КВМ в зомбі в якості ідеї з альтернативним сюжетом, не знаючи про існуючу серію Marvel Zombies. Кевін Файґі раніше висловлював зацікавленість в ігровій адаптації Marvel Zombies в 2013 році, але не зміг точно адаптувати сюжетну лінію до фільму через цільової демографічної групи КВМ; він закликав Бредлі продовжити цю ідею в анімаційній формі для «А що як...?».
Шонсі був тим, хто «очолив» епізод, спочатку створивши чернетку з більш жахливими смертями:2:38–3:00. Він і Бредлі не наважувалися зробити так, щоб Т'Чалла з'явився без ноги через расових наслідків «білої пари [Віжен і Ванда Максимова] в основному бенкетували на людину іншого кольору шкіри», але вирішили включити це в якості відсилання на значну частину коміксу Marvel Zombies. Вони розсудили, що втратити кінцівку в зомбі-апокаліпсис означало «лего звільнитися» у порівнянні з кимось на кшталт Ленґа, який закінчує тим, що його голова виявляється в банку.:3:05–3:42 Інші пасхалка в епізоді включають відсилання до фрази до кінця з фільму «Капітан Америка: Зимовий солдат» (2014 року); омаж логотипу Mutant Enemy Productions, продюсерської компанії телесеріалу «Баффі — переможниця вампірів»; і перша згадка в КВМ про дядька Пітера Паркера, Бена. Це було включено в ранні чернетки сценарію і збережено, незважаючи на те, що Бредлі і Шонсі очікували, що Marvel попросить прибрати це:1:20–1:58.

### Кастинг
Джеффрі Райт розповідає події епізоду в ролі Спостерігача, причому Marvel планує, щоб інші персонажі серіалу були озвучені акторами, які зображували їх у фільмах КВМ. У цьому епізоді до озвучення своїх персонажів повернулися Марк Руффало (Брюс Беннер / Галк), Чедвік Боузман (Т'Чалла / Чорна пантера), Пол Беттані (Віжен), Себастіан Стен (Бакі Барнс / Зимовий солдат), Еванджелін Ліллі (Гоуп ван Дайн / Оса), Пол Радд (Скотт Ленґ / Людина-мураха), Джон Фавро (Гарольд «Геппі» Гоґан / Зомбі-Геппі), Данай Гуріра (Окоє), Емілі ВанКемп (Шерон Картер), Девід Дастмалчян (Курт) і Том Вон-Лолор (Ебоні Мо). 
Том Голланд не повернувся до своєї ролі Пітера Паркера / Людини-павука з серії фільмів, і замість нього Гадсон Темз озвучує персонажа в епізоді; Віндербаум пояснив заміну Голланда можливими конфліктами з угодою про права на фільм про персонажа між The Walt Disney Company і Sony Pictures. Хоча Темз звучить схоже на Голланда, він створив свій власний образ, щоб ототожнити себе з персонажем. Персонаж рекламувався як «Людина-павук, мисливець на зомбі». Джош Кітон повернувся до своєї ролі Стіва Роджерса / Капітана Америки з першого епізоду, в якому він замінив зірку КВМ Кріса Еванса. Кілька персонажів з'являються в епізоді без будь-яких реплік, в тому числі Тоні Старк / Залізна людина, доктор Стівен Стрендж, Вонґ, Кулл Обсідіан, Генк Пім, Джанет ван Дайн, Наташа Романова / Чорна вдова, Клінт Бартон / Соколине око, Сем Вілсон / Сокіл, Ванда Максимова і Танос; багато з цих персонажів з'являються в якості зомбі-версій самих себе.

### Анімація
Анімацію до епізоду надала студія Squeeze,:29:10 :4 причому Стефан Франк виступив в якості глави анімації. Ендрюс розробив сіл-шейдінговий стиль анімації серіалу з Райаном Майнердінгом, главою відділу візуального розвитку Marvel Studios. Хоча серіал має послідовний художній стиль, такі елементи, як кольорова палітра, розрізняються між епізодами:4. Концепт-арт для епізоду включений в фінальні титри, Marvel випустила його онлайн після прем'єри епізоду.

### Музика
Саундтрек до епізоду був випущений в цифровому форматі компаніями Marvel Music і Hollywood Records 9 вересня 2021 року і включає в себе музику композитора Лори Карпман. 
| А що як... Зомбі?! (Оригінальний саундтрек) | А що як... Зомбі?! (Оригінальний саундтрек) | А що як... Зомбі?! (Оригінальний саундтрек) |
| #                                           | Назва                                       | Тривалість                                  |
| ------------------------------------------- | ------------------------------------------- | ------------------------------------------- |
| 1.                                          | «Too Late?»                                 | 1:22                                        |
| 2.                                          | «Overkill»                                  | 2:12                                        |
| 3.                                          | «Searching»                                 | 1:23                                        |
| 4.                                          | «Hope»                                      | 0:48                                        |
| 5.                                          | «Grand Central»                             | 1:20                                        |
| 6.                                          | «Station Brawl»                             | 2:33                                        |
| 7.                                          | «Snakes on a Train»                         | 1:10                                        |
| 8.                                          | «You're in Trouble»                         | 1:25                                        |
| 9.                                          | «Walk Through That»                         | 2:05                                        |
| 10.                                         | «Brian Stuff»                               | 1:04                                        |
| 11.                                         | «Trap»                                      | 2:42                                        |
| 12.                                         | «Man-Eater»                                 | 2:53                                        |
| 13.                                         | «Avenge Us»                                 | 1:27                                        |
| 14.                                         | «Saved Twice»                               | 2:23                                        |
| 24:47                                       |                                             |                                             |

## Маркетинг
7 серпня 2021 року Marvel анонсувала серію плакатів, створених різними художниками для кожного епізоду серіалу. У тому числі плакат з зомбовані версіями Залізної людини і Капітана Америки в апокаліптичному Нью-Йорку, створений Крісом Христодулу. Миру Джейкобс з Comic Book Resources зазначила «похмуру» альтернативний всесвіт, зображену на плакаті, а також «орду зомбі, що ховається в темряві» і «зламану версію логотипу Месників». Marvel оголосила про продаж товарів, натхненні цим епізодом, в рамках щотижневої акції «Marvel Must Haves» для кожного епізоду серіалу, включаючи одяг, аксесуари, Funko Pops, Marvel Legends і набори Lego, засновані на зомбі-версіях персонажів. 

## Сприйняття
Девід Опі з Digital Spy сказав, що епізод «доставляє товар» і був дивно точної адаптацією коміксів Marvel Zombies, похваливши його баланс сумних, комедійних і жахливих моментів. Кірстен Говард з Den of Geek погодилася, що «А що як... Зомбі?!» був забавним епізодом, особливо для фанатів коміксів Marvel Zombies, і відчувала, що він був сповнений видатних моментів, таких як «чудове навчальне відео про зомбі» Паркера. Говард сказала, що боротьба Паркера за збереження надії на зомбі-апокаліпсис була дуже схожа на сюжетну лінію в коміксі «Marvel Zombies: Resurrection» і була «настільки ж вражаючою». Вона також виділила Плащ левітації, Курта і Геппі Гоґана і дала епізоду 4,5 з 5 зірок. Сем Барсанті з The AV Club вважав, що в епізоді було «все насильство, чорний гумор і поїдання мізків, яких ви очікували», і дав епізоду оцінку «B-». Барсанті відчував, що згадки Паркером відсилань на поп-культуру успішно підривають елементи жаху в епізоді, незважаючи на те, що вони є повторюваним тропом після таких історій, як «Вітаємо у Зомбіленді» (2009).
Йорґенсен більш негативно поставився до цього епізоду, порівнявши його з «А що як... Доктор Стрендж втратив би своє серце замість рук?», у якому тьма полягала арці персонажа Доктора Стренджа, в той час як історія «А що як... Зомбі?!» просто «хитається» між різними зустрічами з зомбі; він поставив оцінку 5 з 10. Йорґенсен розкритикував тональні невідповідності і комедію епізоду, відчуваючи, що останнє було надмірно використано і відволікало від реалізму зв'язків КВМ в історії. Його також не влаштувало те, що вірус був просто названий «квантовим вірусом», що, на його думку, було «млявою роботою сценариста». Йорґенсеном сподобалося, як спалах вірусу вплинула на Віжена, але він був розчарований тим, що епізод швидко пройшов повз дослідження того, як персонаж знехтував людським життям, намагаючись врятувати Максимову. Він в основному позитивно ставився до бойових сцен, але відчував, що їм заважала неясна логіка епізоду того, чому персонажі-зомбі могли використовувати свої надздібності. Амон Варманн погодився з думкою Йорґенсена в своєму огляді для Yahoo! News, порахувавши епізод в цілому незадовільним і найслабшим з серіалу на даний момент. Він був позитивно налаштований щодо «вічного оптимізму» Паркера і його відносин з Гоуп, і він сказав, що фінальний акт Гоуп, вперше збільшилася до гігантських розмірів в КВМ, був «прекрасно зіграний», але він вирішив, що епізод все таки був поспішний з ще більшою кількістю проблем, ніж тими, які він виділяв в попередніх епізодів. Як і Йорґенсен, Варманн також порівняв цей епізод з трагічним тоном попереднього, критикуючи «А що як... Зомбі?!» за спробу «розрізнено» переміщатися між темними і комедійними тонами і за непослідовну ставлення персонажів до вбивства зомбі-версій інших героїв.
Попри свої в основному негативні почуття до цього епізоду, Йорґенсен позитивно ставився до озвучці, яку він критикував у попередніх епізодах. Він особливо виділив виступу Ґуріри, Боузмана і Дастмалчяна. Варманн, з іншого боку, відчував, що озвучка серіалу була «більш змішаної, ніж будь-коли», критикуючи виступу Руффало і Стена. Він відчував, що Ліллі показала найсильнішу гру в епізоді, і був вражений тим, наскільки голос Темза був близький до зображення Паркера Томом Голландом. Барсанті подумав, що Темз виконав прекрасну роботу, замінивши Голланда, і насолоджувався комедійним виступом Радда, а також візуальної жартом про плащі левітації, літаючому навколо з головою Ленґа в банку. Він був здивований роллю Боузмана в епізоді після того, як другий епізод був представлений як прощання з покійним актором. Однак Опі, Барсанті, Йорґенсен і Варманн підкреслили пронизливу репліку Боузман в епізоді: «У моїй культурі смерть — не кінець. Вони все ще з нами, поки ми їх не забудемо.»